# Adryana & A Rapaziada
Adryana & A Rapaziada foi um grupo de pagode com elementos de R&B formado entre 1999 e 2004.

## História
Adryana Ribeiro já havia lançado alguns álbuns no meio musical de pagode, quando a convite da gravadora Abril Music, formou um grupo liderado por ela e complementado por quatro rapazes. O projeto misturava música romântica principalmente com raízes ao pagode, com elementos de soul e R&B, onde, esses últimos eram cantados em trechos das músicas pelos rapazes que também contracenavam com dança nas performances ao vivo do grupo. O projeto iniciou como temporário.
Com produção de Arnaldo Saccomani e Guto Graça Mello, foram três álbuns lançados ao longo de 5 anos; sempre mostrando versatilidade entre a principal vocalista e os rapazes. O maior sucesso do grupo foi a canção "Só Faltava Você". Outras canções que ficaram marcadas nas paradas de sucesso brasileiras foram: "Tudo Passa", "Fim de Noite" e "Juventude".
O último disco teve uma menor repercussão e o grupo foi encerrado em 2004. Adryana retomou sua carreira solo em 2005 a convite da gravadora Deckdisc.

### Retorno
No dia 19 de abril de 2015, no Programa Silvio Santos, do SBT, Adryana anunciou a volta do grupo.
Em outubro de 2015, anunciou no Xuxa Meneghel (programa de televisão) sua nova musica "Ex", gravado por Arnaldo Saccomani com mistura de samba e rap. Em janeiro de 2016, o grupo lançou o clipe  de ''Ex'' , que foi gravada pela independente Nessbrazil. No dia 15 de abril de 2018, no programa Domingão do Faustão, da Rede Globo, volta com Lafyt que completa a formação original no quadro "Ding Dong", cantando os seus sucessos. No dia 12 de maio de 2018, através do Facebook de Adryana Ribeiro, depois de 4 anos de relembrar as músicas do grupo, anuncia fazer carreiras individualmente, ou seja, a separação do grupo: A Rapaziada segue em soul, rap e funk, enquanto Adryana Ribeiro segue em samba e pagode.

## Discografia

### Álbuns de estúdio
| Ano  | Título                | Gravadora   | Canções | Vendagens   |
| ---- | --------------------- | ----------- | --- | ----------- |
| 1999 | Adryana & A Rapaziada | Abril Music | Só Faltava Você Escuto o Coração Que Misturada Tudo Passa Me Ajude a Te Esquecer Caidinha por Você Amor Pra Valer Luz do Desejo Vazio Separação O Privilégio de Amar Que Brincadeira Fica Comigo Chega de Papo Furado | - : 100.000 |
| 2001 | Love Lindo            | Abril Music | Fim de Noite Juventude Do Meu Jeito Pot-pourri de Samba-Rock - Rock Enredo Eu Te Amo (And I Love Her) Na Medida Certa Fazer as Pazes Parece Truque Está na Cara Lembranças Um Love Lindo Homenagem ao Malandro        | - : 100.000 |
| 2003 | Stop Baby             | BMG         | Quando a Gente Briga Pense Bem Não é Sempre Assim Beijando me Devora É só Pensar em você Intenção Melô do Dinheiro Perca o Juízo Fases Do Amor Anjo do Amor Stop Baby Perfeito Para Mim Lógica Seu Tempo de Amar      |             |

### Singles
- "Só Faltava Você"
- "Tudo Passa" (tema da novela Vidas Cruzadas, da Rede Record, transmitida em 2000)
- "Amor Pra Valer"
- "Fim de Noite"
- "Eu Te Amo"
- "Juventude"
- "Parece Truque" (tema da novela Pícara Sonhadora, do SBT, transmitida em 2001)
- "Que Misturada"
- "Pot-Pourri de Samba Rock"
- "Lembranças"
- "Quando a Gente Briga"
- "Ex"